# 第四代貝德福德伯爵弗朗西斯·羅素

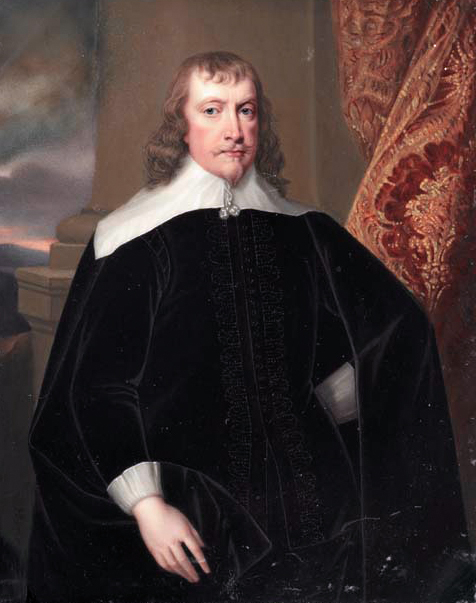
第四代贝德福德伯爵

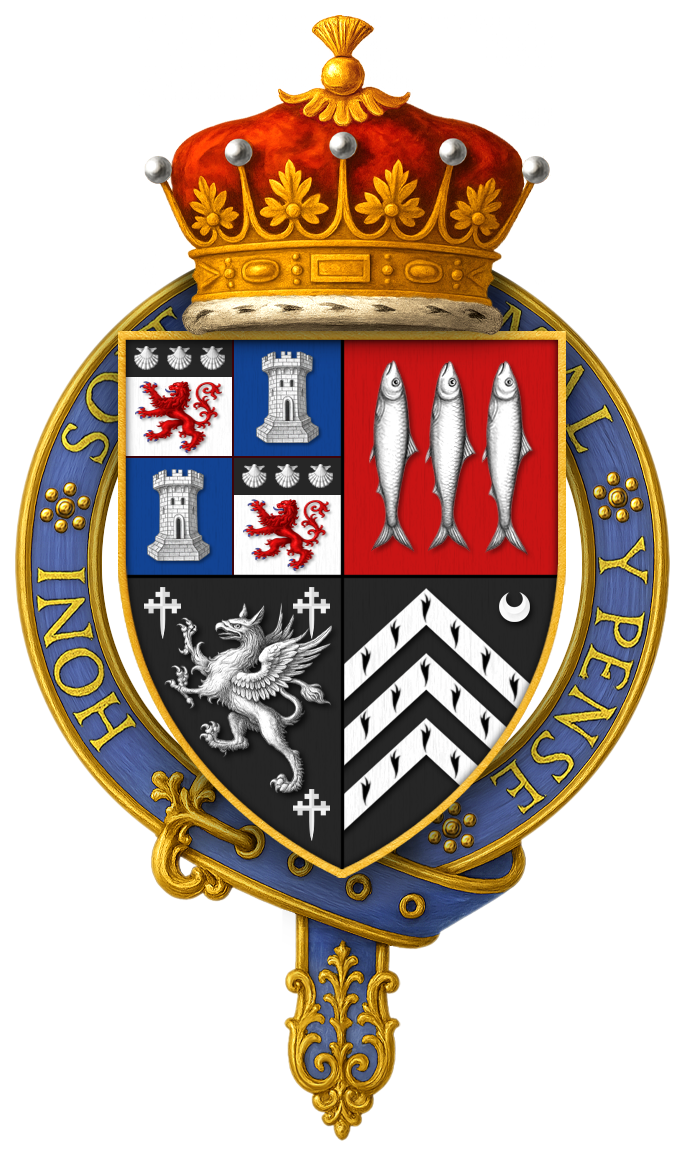
罗素家族徽章

弗朗西斯·罗素，第四代贝德福德伯爵（英語：Francis Russell, 4nd Earl of Bedford；1593年—1641年5月9日），是英格兰政治家，议会派首领。1631年左右建造考文特花园（Covent Garden）
桑豪的拉塞尔勋爵威廉的独生子。1627年因表兄爱德华去世，承袭贝德福德伯爵爵位。1628年查理一世与议会发生冲突时，他支持权利请愿书所体现的下院的要求。1629年因参加写反对国王的小册子被捕，但很快就获释。在1640年召开的短期议会中，他是国王的主要反对者之一。1640年8月他与另外一些贵族敦促查理召开议会，与苏格兰人言和，并任缔结《里彭条约》的英格兰特使之一。同年11月召开长期议会时，人们普遍认为他是议会派的领袖。1641年成为枢密官，后任财政大臣。